# Copa Rio de 2017
A Copa Rio de Profissionais de  2017 foi a 22ª edição da Copa Rio, competição organizada pela Federação de Futebol do Estado do Rio de Janeiro. O campeonato foi disputado por dezesseis clubes participantes das três primeiras divisões do Campeonato Carioca de Futebol de 2016 (oito da Série A, cinco da Série B e três da Série C). O vencedor do torneio teve direito de escolher uma vaga na Copa do Brasil de 2018 ou no Campeonato Brasileiro da Série D de 2018, ficando o vice-campeão com a vaga restante.

## Sistema de disputa
Diferentemente do ano anterior, a Copa Rio de 2017 foi disputada exclusivamente em sistema de mata-mata, em jogos de ida e volta. Para a primeira fase (equivalente às oitavas-de-final), os dezesseis clubes foram divididos em oito grupos com duas equipes, sendo necessariamente uma equipe da Série A e outra da Série B ou C. A equipe da primeira divisão fez o jogo de volta em seu estádio. Avançou para a segunda fase a equipe que obteve mais pontos nos dois jogos. Caso houvesse empate em número de pontos, os critérios de desempate seriam, na ordem: (a) maior saldo de gols, (b) maior número de gols marcados no estádio do clube adversário e (c) cobranças de pênaltis.
A partir da segunda fase (equivalente às quartas-de-final), os clubes continuaram se enfrentando em jogos de ida e volta, mas o mando de campo de cada partida foi estabelecido através de sorteio público na sede da FERJ. Sucessivamente, as equipes vencedoras da segunda fase avançaram às semifinais e as vencedoras disputaram a final da Copa Rio de 2017. Apenas na final não teve o critério de desempate "maior número de gols marcados no estádio do clube adversário", o que significa que, se os dois clubes finalistas marcassem o mesmo número de gols nos dois jogos, haveria cobrança de pênaltis para definir o campeão, que escolheria uma vaga na Copa do Brasil de 2018 ou no Campeonato Brasileiro da Série D de 2018, ficando o vice-campeão com a vaga restante.

## Participantes
| Equipe           | Cidade                | Em 2016 | Estádio (mando)     | Capacidade | Títulos (último) | Forma de classificação   |
| ---------------- | --------------------- | ------- | ------------------- | ---------- | ---------------- | ------------------------ |
| Americano        | Campos dos Goytacazes | —       | Ferreirão           | 900        | —                | 4º da Série B de 2016    |
| Audax Rio        | São João de Meriti    | —       | Moça Bonita         | 9 024      | 1 (2010)[a]      | 6º da Série B de 2016    |
| Bangu            | Rio de Janeiro        | 13º     | Moça Bonita         | 9 024      | —                | 7º da Série A de 2016    |
| Barcelona-RJ     | Rio de Janeiro        | —       | Moça Bonita         | 9 024      | —                | 4º da Série C de 2016    |
| Boavista-RJ      | Saquarema             | 5º      | Eucyr Resende       | 4 315      | —                | 6º da Série A de 2016    |
| Carapebus        | Carapebus             | —       | Ferreirão           | 900        | —                | 2º da Série B de 2016[b] |
| Itaboraí         | Itaboraí              | 3º      | Alziro de Almeida   | 900        | —                | 3º da Série B de 2016    |
| Macaé            | Macaé                 | —       | Moacyrzão           | 15 000     | —                | 10º da Série A de 2016   |
| Madureira        | Rio de Janeiro        | 8º      | Conselheiro Galvão  | 2 136      | 1 (2011)         | 8º da Série A de 2016    |
| Olaria           | Rio de Janeiro        | —       | Rua Bariri          | 8 300      | —                | 5º da Série B de 2016    |
| Portuguesa-RJ    | Rio de Janeiro        | 1º      | Luso-Brasileiro     | 4 697      | 2 (2016)         | 12º da Série A de 2016   |
| Resende          | Resende               | 4º      | Trabalhador         | 4 600      | 2 (2015)         | 9º da Série A de 2016    |
| São Gonçalo EC   | São Gonçalo           | 10º     | Alziro de Almeida   | 900        | —                | 1º da Série C de 2016    |
| Serrano          | Petrópolis            | —       | Atílio Marotti      | 8 500      | —                | 2º da Série C de 2016    |
| Tigres do Brasil | Duque de Caxias       | —       | Los Larios          | 6 300      | 2 (2008)         | 11º da Série A de 2016   |
| Volta Redonda    | Volta Redonda         | 9º      | Raulino de Oliveira | 18 230     | 4 (2007)         | 5º da Série A de 2016    |

- a^  Na época, o Audax Rio se chamava Sendas Esporte Clube.
- b^  Resultado obtido em parceria com o Campos.

## Resultados
As equipes marcadas em itálico têm o mando do primeiro jogo. As equipes marcadas em negrito avançaram para a fase seguinte.
|  | Oitavas de final | Oitavas de final | Oitavas de final | Oitavas de final |       |                  | Quartas de final | Quartas de final | Quartas de final | Quartas de final |  |                  | Semifinais         | Semifinais         | Semifinais         | Semifinais         |             |   | Final               | Final               | Final               | Final               |
|  | 12 a 29 de julho | 12 a 29 de julho | 12 a 29 de julho | 12 a 29 de julho |       |                  | 8 a 24 de agosto | 8 a 24 de agosto | 8 a 24 de agosto | 8 a 24 de agosto |  |                  | 7 e 13 de setembro | 7 e 13 de setembro | 7 e 13 de setembro | 7 e 13 de setembro |             |   | 21 e 27 de setembro | 21 e 27 de setembro | 21 e 27 de setembro | 21 e 27 de setembro |
|  |                  |                  |                  |                  |       |                  |                  |                  |                  |                  |  |                  |                    |                    |                    |                    |             |   |                     |                     |                     |                     |
|  | Carapebus        | 1                | 0                | 1                |       |                  |                  |                  |                  |                  |  |                  |                    |                    |                    |                    |             |   |                     |                     |                     |                     |
|  | Tigres do Brasil | 1                | 1                | 2                |       |                  |                  |                  |                  |                  |  |                  |                    |                    |                    |                    |             |   |                     |                     |                     |                     |
|  | Tigres do Brasil | 1                | 1                | 2                |       | Tigres do Brasil | 3                | 3                | 6                |                  |  |                  |                    |                    |                    |                    |             |   |                     |                     |                     |                     |
|  |                  |                  |                  |                  |       | Tigres do Brasil | 3                | 3                | 6                |                  |  |                  |                    |                    |                    |                    |             |   |                     |                     |                     |                     |
|  |                  | Resende          | 2                | 2                | 4     |                  |                  |                  |                  |                  |  |                  |                    |                    |                    |                    |             |   |                     |                     |                     |                     |
|  | Barcelona-RJ     | Resende          | 2                | 2                | 4     | 1                | 0                | 1 (0)            |                  |                  |  |                  |                    |                    |                    |                    |             |   |                     |                     |                     |                     |
|  | Barcelona-RJ     |                  |                  |                  |       | 1                | 0                | 1 (0)            |                  |                  |  |                  |                    |                    |                    |                    |             |   |                     |                     |                     |                     |
|  | Resende (pen)    | 0                | 1                | 1 (2)            |       |                  |                  |                  |                  |                  |  |                  |                    |                    |                    |                    |             |   |                     |                     |                     |                     |
|  | Resende (pen)    | 0                | 1                | 1 (2)            |       |                  |                  |                  |                  |                  |  | Tigres do Brasil | 1                  | 1                  | 2                  |                    |             |   |                     |                     |                     |                     |
|  |                  |                  |                  |                  |       |                  |                  |                  |                  |                  |  | Tigres do Brasil | 1                  | 1                  | 2                  |                    |             |   |                     |                     |                     |                     |
|  |                  | Boavista-RJ      | 1                | 3                | 4     |                  |                  |                  |                  |                  |  |                  |                    |                    |                    |                    |             |   |                     |                     |                     |                     |
|  | Itaboraí         | Boavista-RJ      | 1                | 3                | 4     | 2                | 0                | 2                |                  |                  |  |                  |                    |                    |                    |                    |             |   |                     |                     |                     |                     |
|  | Itaboraí         |                  |                  |                  |       | 2                | 0                | 2                |                  |                  |  |                  |                    |                    |                    |                    |             |   |                     |                     |                     |                     |
|  | Portuguesa-RJ    | 2                | 3                | 5                |       |                  |                  |                  |                  |                  |  |                  |                    |                    |                    |                    |             |   |                     |                     |                     |                     |
|  | Portuguesa-RJ    | 2                | 3                | 5                |       | Portuguesa-RJ    | 0                | 0                | 0                |                  |  |                  |                    |                    |                    |                    |             |   |                     |                     |                     |                     |
|  |                  |                  |                  |                  |       | Portuguesa-RJ    | 0                | 0                | 0                |                  |  |                  |                    |                    |                    |                    |             |   |                     |                     |                     |                     |
|  |                  | Boavista-RJ      | 1                | 1                | 2     |                  |                  |                  |                  |                  |  |                  |                    |                    |                    |                    |             |   |                     |                     |                     |                     |
|  | Olaria           | Boavista-RJ      | 1                | 1                | 2     | 0                | 1                | 1                |                  |                  |  |                  |                    |                    |                    |                    |             |   |                     |                     |                     |                     |
|  | Olaria           |                  |                  |                  |       | 0                | 1                | 1                |                  |                  |  |                  |                    |                    |                    |                    |             |   |                     |                     |                     |                     |
|  | Boavista-RJ      | 0                | 3                | 3                |       |                  |                  |                  |                  |                  |  |                  |                    |                    |                    |                    |             |   |                     |                     |                     |                     |
|  | Boavista-RJ      | 0                | 3                | 3                |       |                  |                  |                  |                  |                  |  |                  |                    |                    |                    |                    | Boavista-RJ | 0 | 1                   | 1 (4)               |                     |                     |
|  |                  |                  |                  |                  |       |                  |                  |                  |                  |                  |  |                  |                    |                    |                    |                    |             | 0 | 1                   | 1 (4)               |                     |                     |
|  |                  | Americano        | 1                | 0                | 1 (2) |                  |                  |                  |                  |                  |  |                  |                    |                    |                    |                    |             |   |                     |                     |                     |                     |
|  | Americano        | Americano        | 1                | 0                | 1 (2) | 0                | 1                | 1                |                  |                  |  |                  |                    |                    |                    |                    |             |   |                     |                     |                     |                     |
|  | Americano        |                  |                  |                  |       | 0                | 1                | 1                |                  |                  |  |                  |                    |                    |                    |                    |             |   |                     |                     |                     |                     |
|  | Macaé            | 0                | 0                | 0                |       |                  |                  |                  |                  |                  |  |                  |                    |                    |                    |                    |             |   |                     |                     |                     |                     |
|  | Macaé            | 0                | 0                | 0                |       | Americano        | 2                | 0                | 2                |                  |  |                  |                    |                    |                    |                    |             |   |                     |                     |                     |                     |
|  |                  |                  |                  |                  |       | Americano        | 2                | 0                | 2                |                  |  |                  |                    |                    |                    |                    |             |   |                     |                     |                     |                     |
|  |                  | Bangu            | 0                | 1                | 1     |                  |                  |                  |                  |                  |  |                  |                    |                    |                    |                    |             |   |                     |                     |                     |                     |
|  | Serrano          | Bangu            | 0                | 1                | 1     | 1                | 1                | 2                |                  |                  |  |                  |                    |                    |                    |                    |             |   |                     |                     |                     |                     |
|  | Serrano          |                  |                  |                  |       | 1                | 1                | 2                |                  |                  |  |                  |                    |                    |                    |                    |             |   |                     |                     |                     |                     |
|  | Bangu            | 1                | 2                | 3                |       |                  |                  |                  |                  |                  |  |                  |                    |                    |                    |                    |             |   |                     |                     |                     |                     |
|  | Bangu            | 1                | 2                | 3                |       |                  |                  |                  |                  |                  |  | Americano        | 2                  | 0                  | 2                  |                    |             |   |                     |                     |                     |                     |
|  |                  |                  |                  |                  |       |                  |                  |                  |                  |                  |  | Americano        | 2                  | 0                  | 2                  |                    |             |   |                     |                     |                     |                     |
|  |                  | São Gonçalo EC   | 0                | 1                | 1     |                  |                  |                  |                  |                  |  |                  |                    |                    |                    |                    |             |   |                     |                     |                     |                     |
|  | Audax Rio        | São Gonçalo EC   | 0                | 1                | 1     | 0                | 5                | 5                |                  |                  |  |                  |                    |                    |                    |                    |             |   |                     |                     |                     |                     |
|  | Audax Rio        |                  |                  |                  |       | 0                | 5                | 5                |                  |                  |  |                  |                    |                    |                    |                    |             |   |                     |                     |                     |                     |
|  | Volta Redonda    | 2                | 1                | 3                |       |                  |                  |                  |                  |                  |  |                  |                    |                    |                    |                    |             |   |                     |                     |                     |                     |
|  | Volta Redonda    | 2                | 1                | 3                |       | Audax Rio        | 0                | 1                | 1                |                  |  |                  |                    |                    |                    |                    |             |   |                     |                     |                     |                     |
|  |                  |                  |                  |                  |       | Audax Rio        | 0                | 1                | 1                |                  |  |                  |                    |                    |                    |                    |             |   |                     |                     |                     |                     |
|  |                  | São Gonçalo EC   | 1                | 1                | 2     |                  |                  |                  |                  |                  |  |                  |                    |                    |                    |                    |             |   |                     |                     |                     |                     |
|  | São Gonçalo EC   | São Gonçalo EC   | 1                | 1                | 2     | 2                | 3                | 5                |                  |                  |  |                  |                    |                    |                    |                    |             |   |                     |                     |                     |                     |
|  | São Gonçalo EC   |                  |                  |                  |       | 2                | 3                | 5                |                  |                  |  |                  |                    |                    |                    |                    |             |   |                     |                     |                     |                     |
|  | Madureira        | 1                | 1                | 2                |       |                  |                  |                  |                  |                  |  |                  |                    |                    |                    |                    |             |   |                     |                     |                     |                     |

### Final
| Quinta-feira, 21 de setembro | Boavista-RJ | 0 – 1 | Americano   | Estádio Elcyr Resende, Saquarema                                                            |
| 15:00                        |             |       | 90+2' Ramon | Público: 450 pagantes (295 presentes) Renda: R$ 7.000,00 Árbitro: RJ Daniel de Sousa Macedo |

| Boavista | Americano |

| Quarta-feira, 27 de setembro | Americano | 0 – 1 | Boavista-RJ  | Estádio Ferreirão, Cardoso Moreira                                                                |
| 15:00                        |           |       | 52' Leandrão | Público: 340 pagantes (400 presentes) Renda: R$ 5.100,00 Árbitro: RJ Pathrice Wallace Corrêa Maia |

|                                               |       | Penalidades                            |  |
| Gökçek Vederson Espinho Rafinha Paulo Roberto | 2 – 4 | Júlio César Jean Kadu Thiaguinho Silva |  |

| Americano | Boavista |

## Artilharia
| Gols | Jogador         | Time             |
| ---- | --------------- | ---------------- |
| 5    | Felipe Augusto  | Boavista-RJ      |
| 3    | Carlos André    | Americano        |
| 3    | David Batista   | Volta Redonda    |
| 3    | Jonathan        | São Gonçalo EC   |
| 3    | Raphael Carioca | Tigres do Brasil |

## Premiação
| Copa Rio de 2017                |
| Saquarema                       |
| ------------------------------- |
| Boavista-RJ Campeão (1º título) |